# Tête de pont d'Oranienbaum

Le front le 21 septembre 1941.

La tête de pont d'Oranienbaum (en russe : Ораниенбаумский плацдарм) ou poche d'Oranienbaum, était une zone isolée de l'oblast de Léningrad en URSS, qui fut maintenue sous contrôle soviétique pendant le Siège de Léningrad pendant la Seconde Guerre mondiale. Elle joua un rôle important dans la protection de la ville.

## Histoire
La zone est située près de la ville de Lomonossov (anciennement Oranienbaum) et centrée sur le complexe du fort de Krasnaïa Gorka. Les Allemands approchent de Léningrad début septembre 1941 et atteignent le golfe de Finlande le 7 septembre, isolant une zone 65 kilomètres de long dans les terres et jusqu'à 25 kilomètres le long de la côte de la mer Baltique. Cette zone est fortifiée et défendue par les soldats de l'Armée rouge et les marins de la flotte de la Baltique. Une tentative de liaison avec les principales forces soviétiques autour de Léningrad, l'opération Strelna Peterhof fut organisée du 5 au 10 octobre mais échoua. Le 2 novembre 1941, le 19e corps de fusiliers (en) est réorganisé en 2e groupe d'opérations de la Neva, puis rapidement en groupe d'opérations côtières, du front de Léningrad pour défendre la poche. Celui-ci comprend initialement la 48e division de fusiliers et les 2e et 5e brigades de fusiliers navals, sous la direction de l'ancien commandant du 19e corps de fusiliers, le général Antonov.
Plus tard, la garnison comprend la 48e division de fusiliers, la 98e division de fusiliers, la 168e division de fusiliers et des unités de la flotte de la Baltique fournissant un appui-feu et du ravitaillement. Le commandant entre 1942 et 1943 est le général Vladimir Romanovski, remplacé par Ivan Fediouninski en décembre 1943. En novembre 1943, la 2e armée de choc est déployée dans la tête de pont. Une composante de l'offensive Léningrad-Novgorod était l'offensive Krasnoïe Selo-Ropcha qui contribuera à briser le siège de Léningrad. Le 14 janvier 1944, la 2e armée de choc attaque depuis la tête de pont et rejoint les forces soviétiques attaquant depuis Léningrad.